# William James
William James (New York, New York, 1842. január 11. – Chocorua, New Hampshire, 1910. augusztus 26.) amerikai pszichológus, filozófus, az amerikai funkcionalista pszichológia alapító atyja.

## Életútja
William James New York egyik legfényűzőbb hotelében született, az Astor House-ban 1842-ben. Az apja, Henry James ír bevándorló volt, s jelentős vagyont örökölt, így a családnak nem kellett nélkülöznie. Az öt gyerek közül William született elsőként. Öccse, Henry James híres amerikai író lett. Az apa érdeklődése a tudományok iránt az egész családot megfertőzte, mikor a gyermekek idősebbek lettek az étkezések alkalmával gyakran intellektuális csatákat vívtak.
William színvonalas európai neveltetésben részesült, s nagyon sokat utazott, első európai útja kétéves korában volt. Ennek eredményeként megtanult olaszul, németül, franciául, portugálul, ezenkívül olvasott latinul és görögül. 1847 és 1860 között állami és magán iskolákba járt New Yorkban, Londonban, Párizsban (1856), Newportban (1858), Genfben (1859), és Bonnban (1860). 1860-ban pedig a család véglegesen visszaköltözött Newportba.
Nagyon sokszínű egyéniség volt, érdekelte a festőművészet, a filozófia, a biológia, tanult kémiát, majd orvosnak készült. Hosszú ideig habozott a művész és tudományos pálya között.

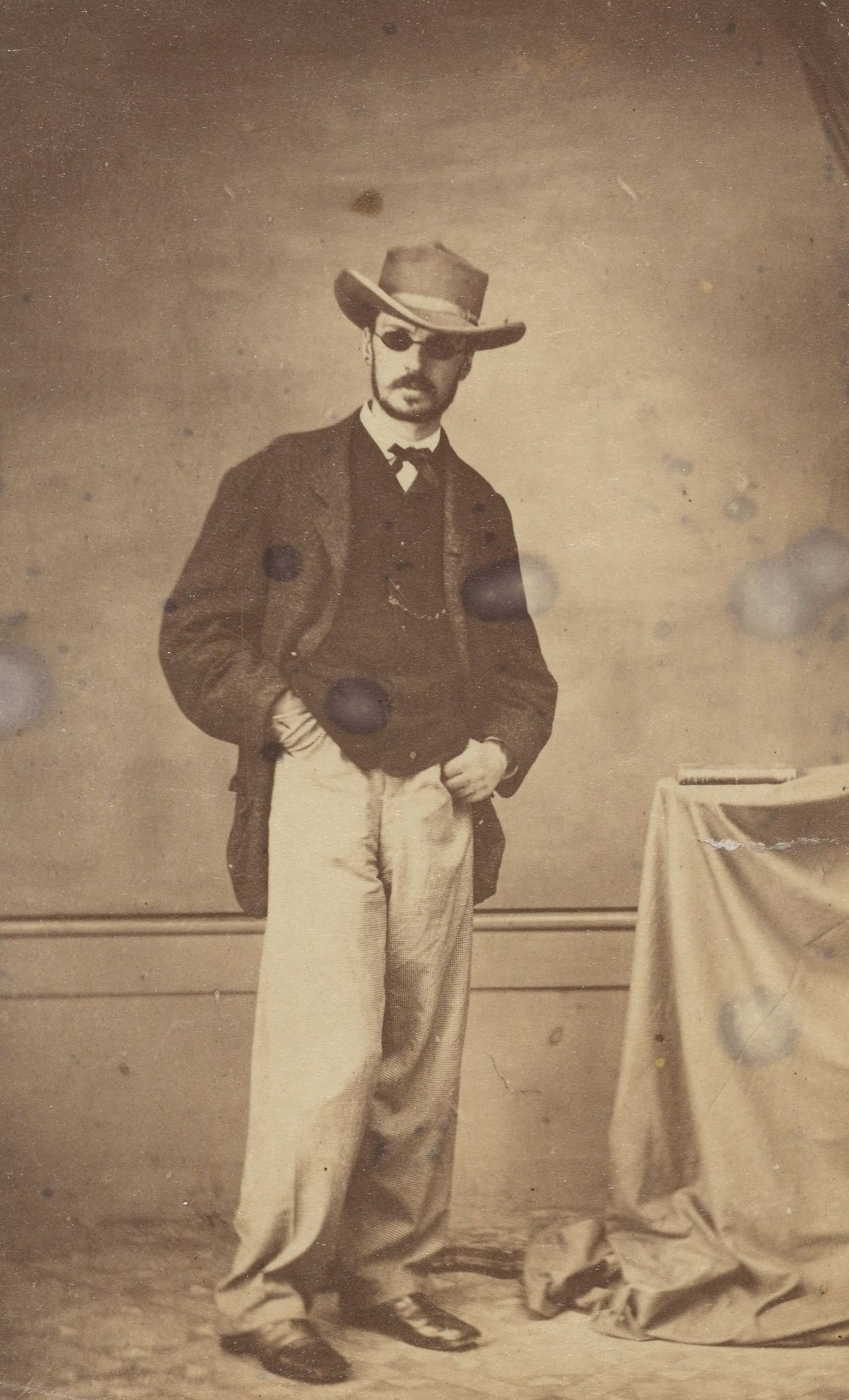
William James Brazíliában, 1865-ben

Tanulmányai során nagy hatással volt rá Louis Agassiz, a Harvard Egyetemen tanító svájci zoológus, részt vett vele egy expedícióban Brazíliában, az Amazonasnál, és ekkor megbetegedett. Álmatlanság, emésztési zavarok, szemproblémák és időnként depresszió gyötörte, ezek valószínűleg pszichoszomatikus jellegűek voltak. Német gyógyfürdőkben kezelték, s a külföldön való tartózkodása jó alkalom volt, arra, hogy 1867-ben Berlinben részt vegyen du Bois-Reymond pszichológiai és fiziológiai előadásain és Heidelbergben Helmholz óráit látogatta. 1869-ben a Németországból való hazatérése után megszerezte a sikeres orvosi diplomáját.
A pályaválasztási nehézségekkel küszködő James 1869-70 között ifjúkori válságon ment át, s komolyan foglalkozott az öngyilkosság gondolatával. Ezt a krízis Bain pszichológiája, és Charles Renouvier francia filozófus akaratelmélete segítségével küzdötte le. Ezután komolyan a pszichológia felé fordult.
1872 és 1907 között docensként dolgozott a Harvard Egyetemen, fiziológiát oktatott, majd 1873-76-ig pedig anatómiát, és pszichológiát, ezen feladatra a Harvard aktuális elnöke kérte fel Charles W. Eliot, aki kémiatanára volt. Itt végre megtalálta magát, kiválóan tanított. Az akkori professzorokhoz képest szokatlan oktatási módszere volt, életszerű példákkal támasztotta alá nézeteit, humoros, interaktív órákat tartott.
1875-ben megalapította az első amerikai pszichológiai laboratóriumot a Harvardon. A magánéletében is örömteli változások történtek, 1878-ban feleségül vette Alice Howe Gibbenst. A nászút alatt kezdte el írni főművét, amely 12 év alatt készült el, és 1890-ben jelent meg Principles of psychology címmel. A könyv áttörő sikert hozott számára, az első pszichológiai tankönyvként tartják számon.
Az idő elmúltával egyre inkább a filozófia felé fordult, harvardi laboratóriumának vezetését Hugo Münsterbergre bízta, aki Lipcsében Wundt tanítványa volt. De továbbra is írt pszichológiai témájú könyveket. 1909-ben találkozott Sigmund Freuddal.
E mozgalmas, eredményes, élményekkel teli életút után 1910. augusztus 26-án hunyt el New Hampshire-i vidéki házában.

## Jelentősége
Az amerikai pszichológia nagy alakja volt, ő alapította az első amerikai kísérleti laboratóriumot. A Principles of Psychology című műve az amerikai pszichológia első eredeti teljesítménye volt. Pszichológiai nézetei a gestaltpszichológia és a behaviorizmus alapjául szolgáltak. 1894-ben és 1904-ben az Amerikai Pszichológia Társaság elnöke volt.
Ő volt az első nemzetközileg ismert amerikai filozófus, nevéhez fűződik az amerikai pragmatizmus.

## Pszichológiája
Jamesnek fontos szerepe volt a tudat céljának megértésében, az általa vallott nézetekből táplálkozik a modern pszichológia is. Szerinte az elme azért alakult ki, mert funkciója van, segíti a környezethez való alkalmazkodást. Megközelítését funkcionalizmusnak nevezzük.
Az érzelemkutatásban is jelentőset alkotott. 1884-ben az általános nézettel szembeszállva írta le az érzelmek folyamatát. Úgy gondolta, hogy az inger először fizikai választ vált ki az emberből, majd ennek tudatosulása után éljük át az érzelmet. 1885-ben tőle függetlenül ugyanezt fogalmazta meg Carl Lange dán fiziológus, ezért nevezik James-Lange-féle érzelemelméletnek.

## Pragmatizmusa
James húszas éveiben rendszeresen részt vett a „Metafizikai Klubnak” nevezett összejöveteleken. Itt ismerkedett meg Charles Sanders Peirce-szel, akivel életre szóló barátságot kötöttek. Peirce híres matematikus, filozófus és logikus lett, ő vezette be a pragmatizmus kifejezést. Egy pragmatista központi gondolatai azok, hogy mihez vezethet az adott jelenség, mi lehet a funkciója, működik-e az elképzelés.
James ezen gondolatok által átértékelte az igazság fogalmát. Az igazság nem egy objektív terminus, hanem egy olyan valami, amely bizonyos kontextuson belül működik.
1897-es publikációjában, a The Will to Believe and Other Eassys in Popular Philosophy című műben fejtette ki először részletesen nézeteit a pragmatizmusról.

## Tanítványai
- Morton Prince (1854–1929)
- Edward Thorndike (1874–1949)
- Robert S. Woodworth (1869–1962)
- Edwin Holt (1873–1946)
- Mary Calkins (1863–1930)
- G. Stanley Hall (1844–1924)
- George Santayana (1863–1952)
- Gertrude Stein (1874–1946)
- Walter Cannon (1871–1945)
- W. E. B. Du Bois (1868–1963)

## Főbb művei
- The Principles of Psychology. New York; London: Holt and Macmillan, 1890
- Psychology: Briefer Course. New York: Holt, 1892
- The will to believe, and other essays in popular philosophy. New York: Longmans, Green & Co., 1897
- Talkes to teachers on psychology: and to students on some life's ideals. New York; London: Holt and Longmans, Green & Co., 1899
- The varieties of religious experience. New York ; London: Longmans, Green & Co., 1902
- Pragmatism: a new name for some old ways of thinking. London ; New York: Longmans, Green & Co., 1907
- The meaning of truth, a sequel to "Pragmatism". New York; London: Longmans, Green & Co., 1909
- Essays on radical empiricism. New York; London: Longmans, Green & Co., 1912

## Magyarul
- Lélektani előadások tanítók számára; ford. Ozorai Frigyes; Lampel, Bp., 1909 (Néptanítók könyvtára)
- Pragmatizmus. A pragmatista filozófia megalapítóinak műveiből; vál. Szabó András György, ford. Fehér Márta, Márkus György, Vajda Mihály, bev. Sós Vilmos; Gondolat, Bp., 1981 (Gondolkodók)
- A vallási élmény változatai; ford. Babarczy Eszter; Osiris, Bp., 2019 (Társadalomtudományi Könyvtár)